# 野田サトル
野田 サトル（のだ サトル、本名：野田 智）は、日本の漫画家。北海道北広島市出身。札幌稲西高校出身。左利き。既婚。

## 来歴
2003年、読切『恭子さんの凶という今日』でデビュー。2006年、読切『ゴーリーは前しか向かない』で第54回ちばてつや賞ヤング部門大賞を受賞。
2011年から2012年まで『週刊ヤングジャンプ』にてアイスホッケー漫画『スピナマラダ!』を連載し、2014年から2022年まで同じく『週刊ヤングジャンプ』にて『ゴールデンカムイ』を連載していた。
『ゴールデンカムイ』は2016年にマンガ大賞、2018年に第22回手塚治虫文化賞マンガ大賞、2022年に第51回日本漫画家協会賞コミック部門大賞を受賞するなど高い評価を得、アニメ化も行われる人気作となった。
『ゴールデンカムイ』の主人公・杉元佐一の名前は、屯田兵で日露戦争にも従軍した作者の曽祖父の名前からとられている。『スピナマラダ!』の連載が終わり次作を構想中に担当編集者から「次は猟師の話を描かないか」と提案され、開拓期の北海道の猟師を描いた熊谷達也の小説『銀狼王』を渡されたが、その主人公が「二瓶」という名前で偶然『スピナマラダ!』にも登場するキャラクターと同じ名前だったことから運命を感じ、日露戦争帰りの曽祖父の話を融合させ『ゴールデンカムイ』の作品のテーマが生まれたという。
「作品と作者は切り離して考えるべき」という方針から、写真や詳しい経歴などは非公表としている。ヤングジャンプの担当編集者によると「寡黙だけれど、とても意志の強い人」だという。なお、自身のエピソードなどを漫画で紹介する場合は、『ゴールデンカムイ』の登場人物である辺見和雄を本人の代理キャラクターとして描いている。
2023年7月からはヤングジャンプにおいて『ドッグスレッド』の連載を開始。

## 作品リスト

### 連載
- スピナマラダ!（『週刊ヤングジャンプ』2011年33号 - 2012年49号）
  - ドッグスレッド（『週刊ヤングジャンプ』2023年35号 - 連載中）
- ゴールデンカムイ（『週刊ヤングジャンプ』2014年38号 - 2022年22・23合併号）

### 読み切り
- 恭子さんの凶という今日（『別冊ヤングマガジン』2003年Vol.1・2004年Vol.3） - 「野田さとる」名義[12]。
- ゴーリーは前しか向かない（『別冊ヤングマガジン』2006年Vol.16,17） - 「野田智」名義。
- 巨神兵ちゃんの恋-スピナマラダ！外伝-（『アオハル』0.99号）[13]
- World Wide Wild（『週刊ヤングジャンプほか』2013年Vol.23） - 集英社青年誌3誌合同別冊付録。

### 書籍
- 『スピナマラダ!』、集英社〈ヤングジャンプ コミックス〉2011年 - 2012年、全6巻
- 『ゴールデンカムイ』、集英社〈ヤングジャンプ コミックス〉2015年 - 2022年、全31巻
- 野田サトル『ゴールデンカムイ公式ファンブック 探究者たちの記録』集英社〈ヤングジャンプコミックス〉、2020年11月19日。ISBN 978-4088917320。
- 中川裕、野田サトル（イラスト）『アイヌ文化で読み解く「ゴールデンカムイ」』集英社〈集英社新書〉、2019年3月15日。ISBN 978-4087210729。
- 『ドッグスレッド』、集英社〈ヤングジャンプ コミックス〉2024年 - 、既刊6巻（2025年8月19日現在）

## 関連人物
久保ミツロウ
師匠。
国友やすゆき
師匠。
うすた京介
影響を受けた人物。

## インタビュー・対談・コメント
- Breakaway 040 - 「スピナマラダ！」野田サトル先生直撃インタビュー 2011年8月1日（表紙も「スピナマラダ！」。アイスホッケー情報誌[16]）
- 【ストーリーの金塊〈ネタ〉を探せ!!】野田サトル先生、マンガの極意探求講座!! - シンマン賞  #023 2015年5月期として4回連載 [17]
- ゴールデンカムイ 野田サトル×町山智浩対談 コミックナタリー [18] 「23歳くらいの時に上京した」
- 『ゴールデンカムイ』野田サトルインタビュー　ウケないわけない！　おもしろさ全部のせの超自信作！ - このマンガがすごい！WEB 2016年1月4日
  - 『ゴールデンカムイ』野田サトルインタビュー　「もっと変態を描かせてくれ！」複雑なキャラクターが作品をおもしろくする!! - このマンガがすごい！WEB 2016年1月11日
- 『ゴールデンカムイ』（野田サトル）ロングレビュー！マンガ大賞受賞で絶好調!!　ヒンナなアイヌグルメを食しつつ、金塊の謎を知る男“のっぺらぼう”を追う！ - このマンガがすごい！WEB 2016年5月11日（コメント）
- 「叶える力」(7) 漫画家・野田サトルさん - 朝日新聞北海道版正月企画　2017年01月08日
- 第22回手塚治虫文化賞 マンガ大賞受賞者 『ゴールデンカムイ』野田サトルさんインタビュー - 手塚治虫文化賞 2018年6月
  - 野田サトルがアイヌから受けた唯一のリクエスト明かす、手塚治虫文化賞贈呈式 - コミックナタリー2018年6月7日
  - アイヌの思いフェアに　作者語る「ゴールデン・カムイ」 - 朝日新聞2018年6月8日
- 「ヴィンランド・サガ×ゴールデンカムイ 幸村誠、野田サトル対談」第1回 愛爆発 緻密な取材の裏側も　MANTAN WEB　2019年07月06日
  - 第2回　共通点はおっさん！？　誕生秘話も　MANTAN WEB　2019年07月08日
- 『MAO（マオ）』1巻＆『ゴールデンカムイ』19巻発売を記念して人気漫画家の高橋留美子先生×野田サトル先生の初対談が実現！ - animate Times　2019年09月10日
- 読者を真正面から受け止め、納得してもらえると信じて描いたラスト――『ゴールデンカムイ』完結、作者が語る制作秘話＜前編＞ - 読売新聞 2022年5月20日
  - ＜中編＞ - 読売新聞 2022年5月21日